# Leros
Leros (tiếng Hy Lạp: ?) là một khu tự quản ở vùng Nam Egeo, Hy Lạp. Khu tự quản Leros có diện tích 74 km², dân số theo điều tra ngày 18 tháng 3 năm 2001 là 8172 người.